# Aberdeen (Dakota del Sud)
Aberdeen —Ablíla en lakota — és una població dels Estats Units a l'estat de Dakota del Sud. Segons el cens del 2000 tenia 24.658 habitants.

## Demografia
Segons el cens del 2000, Aberdeen tenia 24.658 habitants, 10.553 habitatges, i 6.184 famílies. La densitat de població era de 734,6 habitants per km².
Dels 10.553 habitatges en un 27,3% hi vivien nens de menys de 18 anys, en un 47% hi vivien parelles casades, en un 8,9% dones solteres, i en un 41,4% no eren unitats familiars. En el 34,9% dels habitatges hi vivien persones soles el 13,6% de les quals corresponia a persones de 65 anys o més que vivien soles. El nombre mitjà de persones vivint en cada habitatge era de 2,21 i el nombre mitjà de persones que vivien en cada família era de 2,86.
Per edats la població es repartia de la següent manera: un 21,8% tenia menys de 18 anys, un 14,1% entre 18 i 24, un 26,4% entre 25 i 44, un 20,4% de 45 a 60 i un 17,2% 65 anys o més.
L'edat mediana era de 36 anys. Per cada 100 dones de 18 o més anys hi havia 85,3 homes.
La renda mediana per habitatge era de 33.276 $ i la renda mediana per família de 43.882 $. Els homes tenien una renda mediana de 30.355 $ mentre que les dones 20.092 $. La renda per capita de la població era de 17.923$. Entorn del 7,6% de les famílies i el 10,5% de la població estaven per davall del llindar de pobresa.

## Poblacions properes
El següent diagrama mostra les poblacions més properes.